# F. Lorée
Pour les articles homonymes, voir Lorée.
La maison F. Lorée est un fabricant d'instruments de musique à anche double basé à Paris, France.

## Histoire

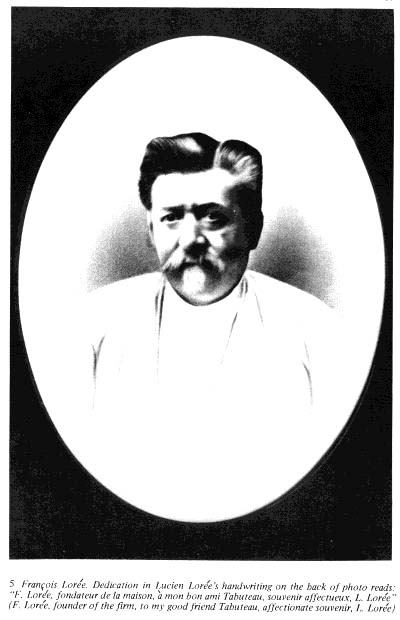
Portrait de François Lorée.

La maison F. Lorée produit des instruments professionnels de la famille des hautbois sous la marque F. Lorée et des hautbois d'études sous la marque Cabart.
La maison F. Lorée a été créée en 1881 par François Lorée lorsqu'il quitte son poste de  « chef d'atelier » occupé depuis 1867 chez Frédéric Triébert, célèbre fabricant de hautbois français alors en faillite, pour se mettre à son compte. 
La maison Triébert, fondée par Guillaume Triébert, qui était la principale entreprise de fabrication de hautbois en France au milieu du XIXe siècle, s'est effondrée en 1879 après la mort de son propriétaire unique, Frédéric Triébert, frère cadet du hautboïste et facteur Charles-Louis Triébert. En 1882, elle a changé trois fois de direction et a finalement été vendue au fabricant grand public Gautrot, lui-même racheté en 1884 par la société Couesnon.
Le dernier contremaître de Frédéric Triébert, François Lorée (1835-1902), crée sa propre entreprise de fabrication de hautbois en 1881, poursuivant ainsi l'œuvre et la tradition artisanale de Triébert. Ayant obtenu le contrat de fourniture de hautbois pour le Conservatoire de Paris en 1882, François Lorée  limite son « atelier » à la fabrication de hautbois et de cors anglais. Il y a tout lieu de croire que le professeur de hautbois du Conservatoire de Paris, Georges Gillet, a encouragé Lorée à créer son propre atelier. Le fait que François Lorée ait acquis le contrat du Conservatoire avant de fabriquer un seul hautbois sous son propre nom et qu'il ait collaboré avec Georges Gillet sur le hautbois Système 6, suggère un tel projet.
François Lorée a reçu une médaille d’argent à l’Exposition universelle de Paris de 1889 pour son hautbois d’amour et un hautbois baryton, un modèle droit terminé par un pavillon d'amour. Il obtient également une autre médaille d'argent à l'Exposition universelle de 1900 pour ses hautbois et cors anglais. 

« En droit, la succession de Triebert appartient à la maison que nous venons de nommer ; en fait, elle est passée, pour la fourniture du Conservatoire et des écoles nationales de musique, à M. François Lorée, son ex-chef d’atelier depuis 1867, qui s’est établi en 1881 et qui a eu la bonne fortune, par sa fabrication soignée, d’obtenir l’approbation de M. G. Gillet, le distingué professeur du Conservatoire, puis celle du jury de 1889 : « Le cor anglais avait une sonorité égale, charmante, sympathique , dit le rapport, et la justesse était parfaite. Le hautbois d’amour et le baryton ont un timbre particulièrement agréable ; construits avec méthode, ils ont un son d’une grande pureté et d’une justesse irréprochable ». (Médaille d’argent) »

— Constant Pierre, Les Facteurs d'instruments de musique, les luthiers et la facture instrumentale, précis historique, p.321

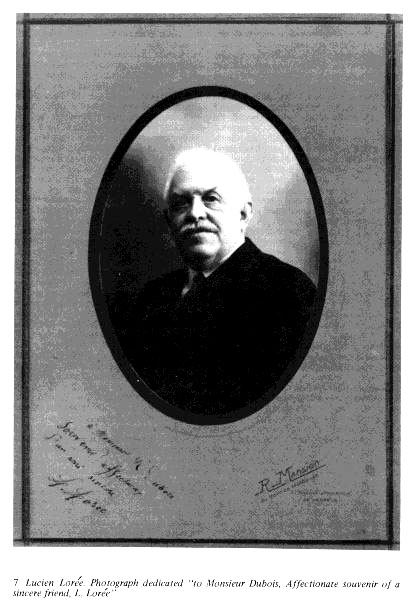
Portrait dédicacé de Lucien Lorée.

En 1906, en collaboration avec Georges Gillet, le fils de François, Adolphe Lucien Lorée (1867-1945), a modifié le hautbois Système 6 pour en faire le hautbois Système 6bis (système Conservatoire à plateau) qui est presque universellement utilisé aujourd'hui. Aujourd'hui encore, F. Lorée reste le principal fabricant français de hautbois. L'influence écrasante des hautboïstes formés au conservatoire français dans les orchestres américains des années 1900 a permis à F. Lorée de dominer le marché américain pendant la majeure partie de ce siècle ; rare est le hautboïste américain qui n'a pas possédé un hautbois Lorée. On estime que le hautboïste Marcel Tabuteau, fondateur de l'école américaine de hautbois, a acheté entre 150 et 200 hautbois F. Lorée pendant sa carrière. 
En 1925, Raymond Dubois, également facteur d'instruments, achète la maison à Lucien Lorée, qui continue à y travailler. En 1935, son gendre Robert de Gourdon rejoint la compagnie de hautbois de Raymond Dubois pour travailler aux côtés de Lucien Lorée. Le nom de la marque F. Lorée devait rester le même jusqu'à aujourd'hui, sans que le changement de propriétaire ait une quelconque influence. Lucien Lorée est décédé en 1945, et Raymond Dubois en 1957. L'entreprise est restée entre les mains de Robert de Gourdon. En 1967, son fils Alain de Gourdon a repris la production de hautbois et est devenu l'actuel propriétaire. 
Jusqu'au milieu du XXe siècle, la maison François Lorée était presque sans rival en tant que fabricant de hautbois français de qualité artistique. 
De plus amples détails sur la relation Lorée-Triébert figurent dans un article de Robert Howe. L'étude sur Triébert par Tula Giannini (en), docteur en musicologie, apporte un éclairage sur son atelier et sa vie personnelle.

## Modèles
Depuis ses débuts, la maison F. Lorée a fabriqué de nombreux modèles différents d'instruments dans différentes essences de bois (grenadille (dalbergia melanoxylon), bois de violette (dalbergia cearensis), palissandre...), avec différentes perces et différents systèmes de clétage (Triébert, système Boehm Lorée, système Sax...) pour satisfaire à la demande des musiciens. 
Les hautbois F. Lorée sont disponibles avec deux perces différentes : normale et AK.
- Perce normale : Jusqu'aux années 1980, F. Lorée ne fabriquait qu'un seul modèle de perce, le standard correspondant à l'évolution de la perce à la date de fabrication et bénéficiant des modifications et des améliorations continues.
- Perce AK : une partie des hautboïstes se souvient des modèles de la fin des années 1930 comme étant parmi les meilleurs instruments de la maison. A la fin des années 1980, Lorée a reproduit la fabrication de la perce AK pour imiter ces hautbois. On l'appelle perce AK car les numéros de série[11] de ces hautbois commençaient par « AK ».
- Chemisage : Tous les modèles de hautbois sont disponibles avec un corps supérieur chemisé. Le chemisage a pour objet de réduire drastiquement les risques de fissure.

Tous les modèles récents sont également disponibles avec clé d'octave automatique:
Hautbois
- « c+3 » Modèle conservatoire à plateaux. Il s'agit du modèle de base fabriqué depuis 1906.
- Étoile : « cE+3 » Modèle conservatoire à plateaux (depuis 2013)
- Le Royal : « cR+3 » Modèle conservatoire à plateaux (depuis 1989). Le corps du modèle Royal possède des parois plus épaisses pour un son plus puissant. Il est également doté d'un repose-pouce réglable, d'anneaux de tenon en maillechort (pour éviter que les corps ne bougent) et d'une vis de réglage permettant de régler la hauteur de la clé de do du corps supérieur.
- Royal 125 : « cR+3-125 » Modèle conservatoire à plateaux, série limitée anniversaire 125 ans
- Royal 125 Améthyste :« cR+3-125A » Modèle conservatoire à plateaux

Cor anglais
- « i+3 » Modèle conservatoire à plateaux
- Le Royal : « iR+3 » Modèle conservatoire à plateaux
- Royal 125 : « iR+3-125 » Modèle conservatoire à plateaux

Hautbois d'amour

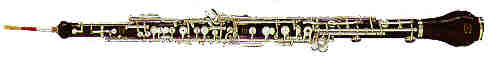
Hautbois d'amour Lorée modèle HA.

- « l+3 » Modèle conservatoire à plateaux

Hautbois baryton
- « n+3 » Modèle conservatoire à plateaux

Hautbois piccolo en fa
- « v+3 » Modèle conservatoire à plateaux

## Adresses
Depuis plus de 100 ans, la maison F. Lorée est sise à Paris :
- 1881 : 5 rue du Dragon, 6e arrondissement
- 1889 : 2 rue Blondel, 2e arrondissement
- 1899 : 29 rue du Faubourg Saint-Denis, 10e arrondissement
- 1913 : 70 rue du Faubourg Saint-Martin, 10e arrondissement
- 1935? : 53 rue de Belleville, 19e arrondissement, chez M. Dubois
- 1938 au 4 rue du Vertbois dans le 3e arrondissement.
- En 2002, elle déménage au 48 rue de Rome dans le 8e arrondissement, haut quartier musical.

Depuis 1979, F. Lorée-de Gourdon a installé ses ateliers  mécanisés à Magnanville, lui permettant une bonne productivité face à la concurrence mondiale du secteur.